# Belmandil
Belmandil es un cultivar de higuera tipo Esmirna Ficus carica unífera es decir con una sola cosecha por temporada, los higos de otoño, de piel con color de fondo verde y sobre color de bandas regulares púrpuras. Se cultivan principalmente en el Algarve, en la zona de Boliqueime, que es una freguesia (parroquia) portuguesa del municipio de Loulé.

## Historia
El cultivo extensivo de las higueras era tradicional en Portugal, especialmente en las regiones del Algarve, Moura, Torres Novas y Mirandela. Se cosechaban los llamados « "figos vindimos" », que tenían como destino el mercado de los higos secos, para el consumo humano o industrial, pero también para la alimentación de los animales,
Era un higueral de baja densidad, entre 100 y 150 higueras por hectárea, con árboles de gran porte, baja productividad y mucha mano de obra. Todo esto, unido a la fuerte competencia de los higos provenientes del norte de África y Turquía, provocó un progresivo abandono de este cultivo.
Hoy día se está recuperando, pero orientada la producción para su consumo en fresco, imponiéndose variedades más productivas adaptadas a las exigencias y gustos del mercado, aumentando las densidades de plantación e incluso aportando la posibilidad de riego. La producción de higos para el mercado de fruta fresca tiene dos épocas distintas de producción. Una en mayo, junio y julio, que es la época de los « "figos lampos" » (brevas); y otra en agosto y septiembre, hasta las primeras lluvias, que es la época de los « "figos vindimos" » (higos).

## Características
La higuera 'Belmandil' es una variedad unífera, del tipo Esmirna, es decir que precisan el proceso de caprificación. Los árboles 'Belmandil' son árboles de porte semierecto, con una baja tendencia a formar vástagos en el pie, de raíz media. Árbol de vigor medio; conos radicíferos pocos posicionados sobre el tronco y ramas primarias, muy prominentes; ramas del primer y segundo año con porte erecto, ramas de 1º y 2º año con tendencia curva, ramas de 1º año con espesura fina y de 2º año con una espesura media; yema apical de tamaño medio y forma cónica, con el color de las escamas castaño rosado.
Las hojas tienen el limbo con una longitud media de 18,6 cm y una anchura media de 19,7 cm de promedio, con una relación largo/ancho media (0,94); pilosidad poca tanto en el haz como en el envés, brillo del haz medio, y color verde en el envés con un tono un poco más claro que en el haz; predominancia mayoritaria de 5 lóbulos (pentalobada) en las hojas, forma de los lóbulos lirata, margen crenado, forma de la base calcata; peciolo de tamaño corto (4,7 cm) y de color rosado.
El fruto se forma mediante el proceso de la caprificación es decir por polinización por Blastophaga psenes que habita en el interior de un fruto de cabrahigo, produciendo una cosecha de higos verano-otoño de tamaño medio, tienen forma oblonga, con la simetría del eje vertical simétrico; pedúnculo corto y grueso de fácil abscisión cuando está el fruto maduro; con tamaño del ostiolo grande, abertura ostiolar presente, gota ostiolar ausente, escamas ostiolares pequeñas, color de las escamas ostiolares en contraste con el color que la piel del fruto; grietas de la piel longitudinales, brillo de la piel ausente, tamaño de las lenticelas medias, pilosidad del fruto ausente, su epidermis tiene color de fondo verde y sobre color de bandas regulares púrpuras, textura de la piel media; color del receptáculo (mesocarpio) ambarino, color de la pulpa rosa oscuro; suculencia de la pulpa media, cavidad interna pequeña, numerosos aquenios de tamaño medio y de sabor débil; frutos de calidad resistentes a la manipulación, peso promedio 36,7 gr, con un números de frutos  medio. Maduran precozmente.

## Cultivo
'Belmandil' se trata de una variedad muy adaptada al cultivo de secano. Muy cultivado en el Algarve (Portugal) en la localidad de Boliqueime, que es una freguesia (parroquia) portuguesa del municipio de Loulé,
Se cultivan para su consumo como higo fresco y también producen unos excelentes higos pasos secos.